# Rehbergquelle
Koordinaten: 49° 10′ 58″ N, 7° 58′ 3,9″ O
Die Rehbergquelle ist eine gefasste Quelle, die in einer Höhe von 481 m am Nordwestabhang des Rehbergs  entspringt, des höchsten Berges im deutschen Teil des Wasgaus und im südlichen Pfälzerwald. Sie liegt in der Waldgemarkung der Gemeinde Waldrohrbach im rheinland-pfälzischen Landkreis Südliche Weinstraße.

## Beschreibung
Die Rehbergquelle entspringt an einer tonigen Schicht, die innerhalb der Gesteinsfolge der unteren Rehberg-Schichten einen Quellhorizont bildet. Sie liegt auf einer flacher abfallenden Hangpartie am Fuße der Gipfelkuppe des Rehbergs auf etwa 480 m Höhe und ist damit eine der höchstgelegenen Quellen der Pfalz. Die Quelle befindet sich in einem Buchenwaldabschnitt, der als geschützter Bereich im Biotopkataster des Landes Rheinland-Pfalz unter dem Objektnamen BK-6813-0261-2008 eingetragen ist. Es handelt sich um einen Hainsimsen-Buchenwald mit Altholzbestand und dichter Naturverjüngung. Der Altholzbestand ist wertvoll für an Buchenaltholz adaptierte Arten. Das Objekt wird als Trittsteinbiotop innerhalb eines Nadel-Mischwaldes gesehen.

## Geschichte

Rehbergquelle 1914

Die Ortsgruppe Ludwigshafen des Pfälzerwald-Vereins (PWV) fasste die Quelle im Jahre 1913 und legte nahebei eine Schutzhütte mit Rastplätzen an. Die Planung und Bauleitung übernahm der Ludwigshafener Stadtbaumeister Markus Sternlieb. Das Bauwerk wurde am 15. März 1914 offiziell eingeweiht. Unterhalb der Quelle wurde ein Wasserbecken mit einem Springbrunnen angelegt, das im Jahr 1939 wieder zugeschüttet und eingeebnet wurde. Zudem wurde eine Rohrleitung zum Waldbotanischen Garten gelegt, der zur selben Zeit am Sattel zwischen Rehberg und Asselstein eingerichtet wurde und der heute (2024) verwildert ist. Von 1963 bis 1991 versorgte die Quelle über eine Wasserleitung die ebenfalls am Sattel liegende Klettererhütte und eine Hühnerfarm am Klingelberg mit Wasser. Im Jahr 2016 wurde vom Verein Bindersbacher Brauchtum e.V. das Areal um die Quelle von Wildwuchs, Gestrüpp und Unkraut befreit und die Quelle selbst saniert.

## Zugang und Wandern
Die Quelle ist auf einem etwa einen Kilometer langen, ansteigende Fußweg von den Wanderparkplätzen an der Trifelsstraße im Bereich der Klettererhütte erreichbar. Meist ist sie Station bei Aufstiegen zum Rehbergturm auf dem Gipfel des Rehbergs im Zuge von Rundwanderwegen.